# Jardines de Son Berga Nou
Los jardines de Son Berga Nou están situados en la ciudad española de Palma de Mallorca, en la isla de Mallorca en el archipiélago balear. Fueron construidos en la segunda mitad del siglo XVIII. Se trata de una residencia rural de tipo señorial única en su tipología, puesto que se construyó de nueva planta mientras que el resto de actuaciones arquitectónicas en residencias señoriales rurales en esta misma época consisten en ampliaciones pero no en obras «ex novo».

## Descripción
A lo largo del siglo XVIII los jardines en Mallorca adquieren una renovada atención y el de Son Berga supone la introducción del estilo italiano en la isla. En el diseño de los jardines de Son Berga, la casa se convierte en protagonista principal por su situación predominante y porque todos los paseos trazados confluyen en ella. 
En planta, constan de diversas partes más o menos relacionadas: La parte adyacente a las fachadas sudeste y sudoeste, más doméstica, con formas claramente italianizantes, el huerto-jardín avanza hacia el sudeste primero con naranjos y luego con viña, un jardín de traza de estilo barroquizante avanza hacia el sudoeste y en la parte norte se desarrollan un extenso jardín paisajístico al noroeste y diversas tierras de cultivo al noreste. La descripción formal gira en trono al eje que parte de la loggia de la casa, orientada al sudeste y con vista hacia la capital. A partir de esta fachada principal se dispone la terraza, representativa del prototipo de jardín barroco mallorquín. 
A un segundo nivel, inferior al de la terraza, se encuentra un bancal con naranjos, dividido en planta de cruz y centrado por una glorieta con columnas dóricas de estilo italiano y cubierta de madera. Al final se sitúa la viña, dividida en dos partes por un paseo de palmeras en eje con la loggia de la fachada principal. De la terraza sale otro paseo con rampa hacia poniente que llega a una glorieta con un surtidor de estilo barroco y acaba con un mirador hacia poniente. Esta glorieta forma parte del gran paseo de Son Berga que une la viña con el extremo noroeste del jardín. Dicho paseo transcurre en su primer tramo por una gran zona de pinar, con una glorieta al final. De esta zona parten dos caminos que enlazan con la casa, uno diagonal y otro recto que da a un pequeño portal de acceso al patio y a distintos miradores. En el extremo norte se encuentra un estanque sobre un terraplén con dos glorietas circulares. Toda la posesión se encuentra limitada por un muro de mampostería ordinaria que constituye el elemento configurador de los límites del jardín. 
En conjunto, los jardines de Son Berga son bastante austeros y, posiblemente, sólo en la parte sudoeste se diseñó un jardín de estilo italiano que nunca se concluyó, seguramente por problemas de abastecimiento de agua, de ahí que se matice la tradición rural de la isla con una orientación hacia los jardines de las villas italianas.

## Fuente
- Este artículo incluye contenido derivado de una disposición relativa al proceso de protección, incoación o declaración de un bien cultural o natural publicada en el BOE n.º 41 el 16 de febrero de 2001 (texto), el cual está libre de restricciones conocidas en virtud del derecho de autor de conformidad con lo dispuesto en el artículo 13 de la Ley de Propiedad Intelectual española.

- Datos: Q622773